# Artabotrys carnosipetalus
Artabotrys carnosipetalus Jessup – gatunek rośliny z rodziny flaszowcowatych (Annonaceae Juss.). Występuje endemicznie w Australii, w stanie Queensland, na półwyspie Jork. 

## Morfologia
PokrójZimozielone zdrewniałe liany.
LiścieMają eliptyczny kształt. Mierzą 6–20 cm długości oraz 2,2–6 cm szerokości. Nasada liścia jest łagodnie zwężająca się. Liść na brzegu jest całobrzegi. Wierzchołek jest spiczasty. Ogonek liściowy jest nagi i dorasta do 5–8 mm długości.
KwiatySą pojedyncze. Rozwijają się w kątach pędów. Działki kielicha mają owalny kształt i dorastają do 5 mm długości. Płatki mają owalny kształt i zielonkawą barwę, osiągają do 11–18 mm długości. Kwiaty mają około 90 pręcików i 9 słupków.
OwoceTworzą owoc zbiorowy. Mają odwrotnie jajowaty kształt. Osiągają 34–40 mm długości oraz 0,5–1 mm średnicy.

## Biologia i ekologia
Rośnie w częściowo zimozielonych lasach.